# Arrendamiento (derecho romano)
En Derecho romano, la locación-conducción (locatio conductio) o arrendamiento es un contrato consensual oneroso en virtud del cual una persona denominada arrendador (locator) entrega temporalmente a otra persona llamada arrendatario (conductor) una cosa para su uso o una obra a cambio de una cantidad (merces). El provecho que uno u otro contratante puede obtener de ese respectivo entregar o recibir la cosa varía en función del tipo de arrendamiento, por lo que el pago de una cantidad puede ser a cargo de uno u otro contratante, dependiendo de quién sea el que obtenga un provecho especial de aquel contrato. Mientras el arrendador tiene a su disposición la acción locati para exigir la restitución de la cosa y otras posibles obligaciones del conductor, el arrendatario dispone de la acción conducti para exigir las obligaciones del arrendador...
Básicamente, así con los arrendamientos pueden hacerse dos grupos: el de la locación de la cosa (locatio conductio rei), en la que el arrendatario es quien tiene que pagar por la utilización de una cosa, y el de la locación de obra (locatio conductio operis), en la que es el arrendador el que tiene que pagar por la obra que ha encargado; ambos tipos, especialmente el segundo mencionado, presentan múltiples variedades. En último lugar se debe de hacer referencia a la locación de servicios (locatio conductio operarum), que deriva del arrendamiento, aunque esta clasificación tripartita no es propia de los juristas romanos.

## Locación de la cosa
En el arrendamiento de cosa se cede al conductor el uso, o bien el uso y el disfrute de un inmueble, o mueble no consumible, a cambio de una renta que el arrendatario se obliga a pagar. Esta merced que el arrendador recibe por el arrendamiento de una cosa tiene la consideración de fruto civil. 
En esta clase de arrendamiento se distinguen dos tipos de arrendatarios: el conductor de fincas urbanas es el inquilinus, y el de fincas rústicas, colonus. El arrendatario se presenta como un simple detentador, mientras que el arrendador posee por su mediación. El derecho del primero es personal, por lo que no se encuentra facultado para defender judicialmente la cosa, de modo que si el arrendador le impide el uso, el derecho del que goza el arrendatario se limita a la exigibilidad de una indemnización. Lo mismo acontece cuando un nuevo propietario de la cosa en arriendo toma una posición contraria al contrato y priva al arrendatario del uso de la cosa arrendada. Sin embargo, el arrendador se ve presionado a responder de cualquier perjuicio culposo que le produzca al arrendatario.

### Obligaciones del arrendatario
El arrendatario tiene la obligación de responder por su culpa en el mal uso de la cosa arrendada, contra la naturaleza de la misma cosa o lo pactado; si no existe una exclusión expresa del subarriendo y no se presume que la cosa sólo puede ser empleada personalmente, este es admitido. También tiene la obligación de responder por custodia con respecto a los muebles custodiados, pagar la renta en base al uso que se ha podido hacer de la cosa arrendada (por ejemplo, si el predio por diversas cuestiones no pudo haber sido sembrado, los emperadores rebajan la merced) y sufragar los gastos de mantenimiento de la cosa arrendada.

### Tipos especiales delocatio conductio rei

#### Conductio agri vectigalis
Un tipo especial lo constituye el arrendamiento rústico del ager perteneciente a las ciudades. Con frecuencia este arrendamiento se hace a largo plazo o a perpetuidad, a cambio de una renta pública fija que en latín se llama vectigal, que el arrendatario paga con motivo de la posesión de la finca y disfrute total de ella, con permiso para transmitir, pignorar y disponer mortis causa de su derecho. Además, es posible que a partir de Juliano, el vectigalista pudiese disponer de una vindicatio utilis edictal y de otras acciones que igualmente se extendían por ficción; como posesor que era, también estaba legitimado activamente tanto al interdicto uti possidetis como al unde vi.
En la época postclásica, este tipo de arrendamiento a perpetuidad alcanza una mayor dimensión, al pasar a practicarse también sobre la propiedad privada, para constituir un derecho real con el nombre de ius perpetuum y posteriormente de ius emphyteuticum (enfiteusis). En el siglo V d. C., el emperador bizantino Zenón configuró el contrato que origina este derecho como un contrato especial, situándose al margen del arrendamiento y de la compraventa.

#### Superficies
El arrendamiento de solares con la finalidad de construcción y de disfrute de lo edificado a largo plazo o a perpetuidad es el denominado superficie o derecho de superficie. El superficiario se encontraba legitimado activamente a una vindicatio utilis para la defensa de su derecho, disponiendo además de la defensa interdictal para las eventuales controversias entre superficiarios. El superficiario está legitimado activamente al interdicto edictal vetatorio de superficiebus, cuya fórmula interdictal es la siguiente: uti ex lege locationis sive contuctionis superficies, qua de agitur, nec vi nec clam nec precario alter ab altero fruimini, quo minus ita fruamini, vim fieri veto (veto que se impida por la violencia que sigáis disfrutando del <derecho> de superficie de que se trata tal como lo disfrutáis sin violencia, clandestinidad, ni en precario el uno del otro, conforme a lo convenido en el contrato de locación y conducción).

#### Locación dehorrea

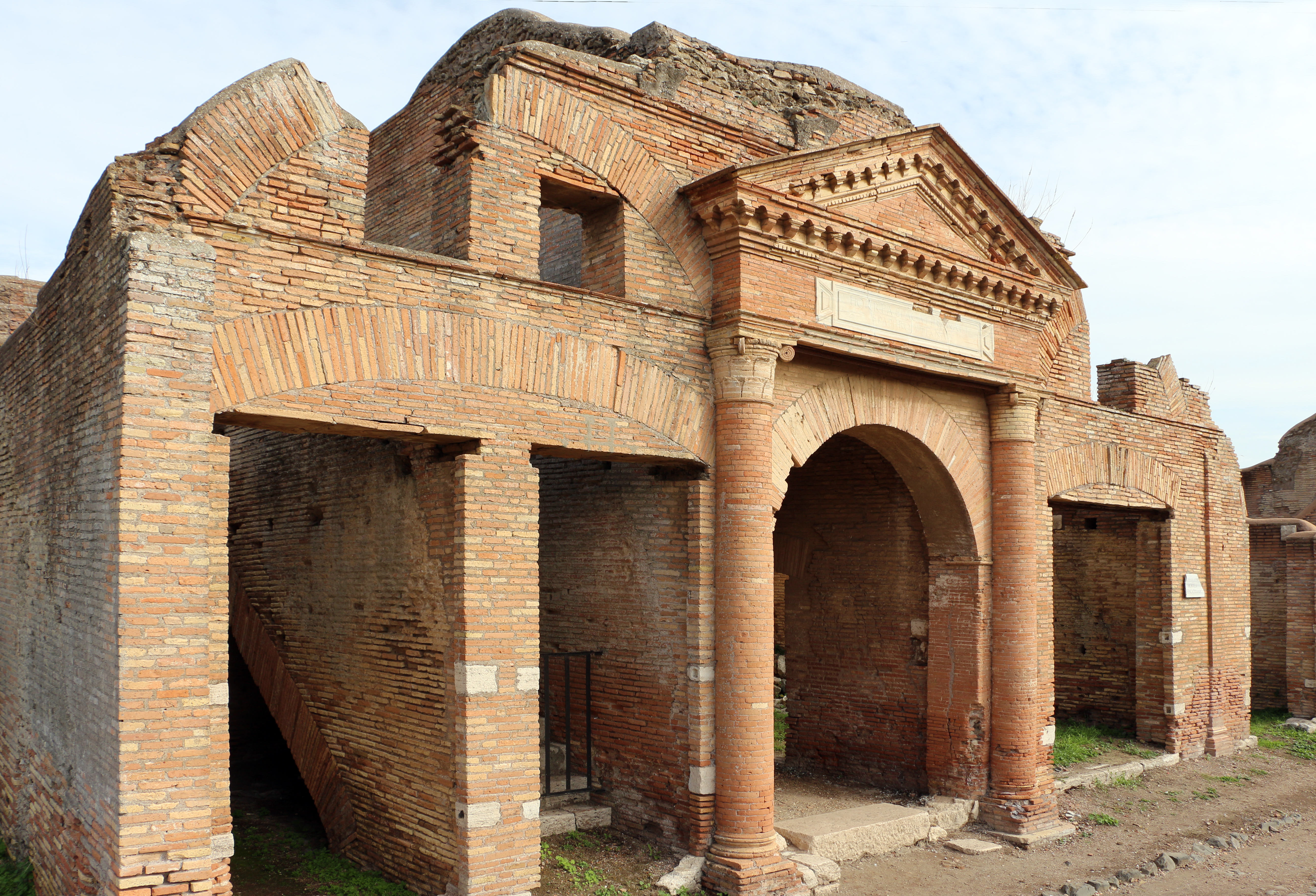
El Horrea Epagathiana et Epaphroditiana, es un horreum situado en Ostia.

Los almacenes (horrea) podían ser objeto de un arrendamiento especial con los que depositaban en ellos mercancías o cualquier otra tipo de cosa. El arrendador que cedía estos edificios (el llamado horrearius) respondía por custodia de las cosas que allí se depositaban, a pesar de que el arrendatario de los compartimentos (cellae) contase con una llave. El contrato no tenía consideración de depósito al no ser gratuito, ni tampoco de locatio conductio operis, aunque se prestase un servicio de vigilancia de los almacenes; sino que se catalogaba como una locatio conductio rei de tipo especial. El horrearius podía ser al mismo tiempo un arrendatario ordinario de los horrea arrendados en conjunto por el propietario, quien no tenía ninguna responsabilidad frente al subarrendatario.

#### Locación deoperae
Otro tipo especial de locación de cosa es el de los servicios de un esclavo. En realidad, lo que aquí se arrienda no es el esclavo mismo, sino más bien su trabajo mercenario. Esto es más evidente cuando no se trata de un esclavo sino de un libre, como puede ser un liberto, quien coloca sus servicios; así que no se puede hablar de cosa arrendadada (en Roma, los esclavos eran considerados cosas en propiedad), sino de operae locatae (locatio conducto operarum), siendo arrendador el mismo libre que trabaja, como hacen los esclavos, a cambio de una retribución. En este caso, también la merced es proporcional al trabajo hecho por el arrendador.
También es un tipo de arrendamiento de servicios serviles el que hace el lanista, es decir, el propietario de esclavos gladiadores, con el empresario de espectáculos circenses: se estima con anterioridad el valor de cada esclavo con la finalidad de considerar vendidos los que mueran o queden gravemente heridos en el combate.

## Locación de obra
La locación de obra es aquella en la que el arrendador paga la merced por la obra cuya ejecución entrega a un arrendatario. No se trata de cantidades de trabajo, sino de una obra encargada, que el arrendador debe devolver. Aunque esté prevista la entrega de la obra terminada, la obligación del arrendatario es de facere y, consecuentemente indivisible.
El trabajo desarrollado por el arrendatario puede ser muy diverso, pudiendo consistir en construir, fabricar, curar, instruir, medir, hospedar, transportar, etcétera. El arrendador debe ser quien pone algo de su parte, puesto que si es el arrendatario quien pone toda la materia, el contrato se consideraría compraventa. Cuando se trata de una cosa mueble, el arrendatario responde por custodia, que engloba el deterioro propiciado por la falta de pericia propia o de los auxiliares; el arrendador, por su parte, sufre el riesgo ajeno al oficio (periculum locatoris), además de responder por el perjuicio culposo causado al arrendatario.

## Locación de trabajo
Esta modalidad se corresponde con el ofrecimiento del locator (o, típicamente, de un esclavo suyo) para realizar determinado trabajo en favor del conductor a cambio de una remuneración. En contraposición con la locación de obra, este contrato es de servicio y divisible, lo que significa que un cumplimiento parcial de la obligación satisface parcialmente al conductor.